# Památník revoluci (Kozara)
Památník revoluci (srbochorvatsky Spomenik revoluciji/Споменик револуцији) je jeden z brutalistických památníků, které vznikly na území bývalé Jugoslávie v 2. polovině 20. století. Nachází se na vrcholu Mrakovica v pohoří Kozara na severu Bosny a Hercegoviny. Objekt navrhl architekt Dušan Džamonja a dokončen byl v roce 1972.
Památník připomíná Bitvu o Kozaru, jednu z klíčových bitev jugoslávských partyzánů a jeden z hlavních motivů pozdější glorifikace partyzánského hnutí v socialistické Jugoslávii.

## Historie
Soutěž na podobu památníku byla vypsána v roce 1969. Realizovaný návrh vyhrál první cenu. Stavební práce byly zahájeny nedlouho po soutěži.
Výstavba probíhala na plošině na samém vrcholu Mrakovice, který ze všech stran obklopuje hustý les.
Džamonja památník koncipoval do dvou částí – na vstup k památníku a centrální prostor objektu. Od sebe jsou vzdáleny 200 m a odděluje je hustý les a výškový rozdíl. Obě byly spojeny širokým schodištěm. Při vstupu měla být pro návštěvníka nápadná rostoucí silueta přibližujícího se památníku.
Samotný ikonický památník tvoří dvacet svislých betonových prvků, které jsou umístěny do válcovitého tvaru. Nejvyšší z nich je vysoký 34 m. Každý z prvků se odlišuje průřezy různých tvarů. Vystupující části představují život, zaduté prvky potom reprezentují smrt. Na vystouplých částech památníku je pro zdůraznění umístěna nereznoucí ocel. Svisle umístěné prvky v okolí poté mají symbolizovat útlak a agresi nepřítele.
Areál obepíná zeď, která obsahuje jména 9864 padlých partyzánských bojovníků.
Památník byl financován veřejnou sbírkou, do které se dle jugoslávských médií zapojilo na 500 000 lidí a přes 1000 různých organizací. Jako veřejný a známý symbol se spolu s památníkem v Kragujevaci objevil na bankovce v hodnotě 2 000 000 dinárů, která byla dána do oběhu v roce 1989.
Památník se stal po svém dokončení místem různých vzpomínkových akcí a také turistickou destinací. Od roku 1972 do roku 1982 ho navštívilo na devět milionů lidí. Na přelomu 80. a 90. let se stal památník místem, kde byla slavnostně založena a mediálně propagována politická strana jugoslávského premiéra Ante Markoviće s názvem Svaz reformních sil.
Po válce v Bosně a Hercegovině připadl památník spolu s pohořím Kozara Republice srbské a význam památníku byl ve světle událostí války pozměněn, soustředí se více na osudy srbského obyvatelstva během různých konfliktů v minulosti. Původní výstavu nahradila nová s názvem Tři genocidy proti Srbům.